# Avenue Benjamin Jansen

L'avenue Benjamin Jansen est une avenue bruxelloise de la commune d'Auderghem qui relie l'avenue Henri de Brouckère à la rue Antoine Vandergoten sur une longueur de 110 mètres.

## Historique et description
Le 13 juin 1930, le collège autorise l'entrepreneur L. Crollen, de Boitsfort, à tracer cette nouvelle voie. 
Elle sera baptisée le 28 mars 1931 du nom du lieutenant Louis Benjamin Jansen, né le 15 juillet 1887 à Auderghem, tué le 3 octobre 1918 à Oostnieuwkerke lors de la première guerre mondiale.
Le premier permis de bâtir a été délivré le 28 mars 1931 pour les nos 7, 11, et 13.